# Gare de Cormeilles-en-Parisis
Gare de Cormeilles-en-Parisis vasútállomás Franciaországban, Cormeilles-en-Parisis településen.

## Vasútvonalak
Az állomást az alábbi vasútvonalak érintik:
- Párizs-Saint-Lazare-Mantes-Station via Conflans-Sainte-Honorine-vasútvonal

## Kapcsolódó állomások
A vasútállomáshoz az alábbi állomások vannak a legközelebb:
- Gare de La Frette - Montigny (Gare de Gisors, Gare de Vernon, Transilien J vonal)
- Gare du Val d'Argenteuil (Paris Gare Saint-Lazare, Transilien J vonal)